# Escorpiones de Belén Fútbol Club
El Escorpiones de Belén Fútbol Club es un club de fútbol de la ciudad de Belén, en la provincia de Heredia en Costa Rica, que milita en la Segunda División de ese país. Juega en la Liga de Ascenso tras la adquisición de la franquicia del Municipal San Ramón

## Historia

### Antecedentes
Los belemitas jugaron en el Campeonato de Tercera División de Costa Rica 1979 y que al año siguiente logró un segundo lugar en la eliminatoria de 2.ª. División B de COFA en la provincia de Heredia.
En 1981 participó en los campeonatos por ACOFA de 2.ª. División. Consiguientemente en 1982 logró un subcampeonato de Primera División Aficionada y en 1983 ingresó a la Segunda División B.
Desde 1971 don Miguel Rodríguez de Pollos Raymi fue gran cooperador y dirigente del fútbol belemita, inclusive con participación en 1984 con Belén Junior en el torneo distrital de ANAFA (terceras divisiones). Sin embargo Belén logró un título provincial a nivel de cuartas divisiones de ANAFA en 1985.
Este equipo se unió a la A.D. Belén Calle Flores en 1986 y en la temporada de 1987 le ganó la cuadrangular final de Segundas Divisiones B a Buenos Aires de Puntarenas, Millonarios de Guápiles y El Roble. Allí ostenta el título nacional por ANAFA, logrando así su ascenso a la Segunda División.
En la Segunda División jugó dos años para luego cambiar de nombre para la temporada de 1990, pasando a llamarse Asociación Deportiva Belén; el primer juego de los belemitas fue el domingo 4 de octubre de 1990 en el estadio Luis Ángel Calderón de Puriscal, los locales ganaron 2 a 0. Dos años más tarde, en la temporada 1992-1993 disputó su primera final por el ascenso a la Primera División de Costa Rica ante la Asociación Deportiva Sagrada Familia, el domingo 8 de agosto de 1993, los florenses ganaron 4 a 1, y una semana más tarde en el Estadio Teodoro Picado los capitalinos ganaron por 1 a 0. Por primera vez lo belemitas participarían en la máxima categoría de Costa Rica de la mano del Técnico Armando Rodríguez.
Belén participó por 5 temporadas en esta categoría, en ese tiempo la máxima posición que ocupó el club fue el quinto lugar y disputó los cuartos de final donde fue eliminado por Liga Deportiva Alajuelense. En la temporada 1998-1999 el club volvió a la Segunda División.
En la temporada 2004-2005 ganó el torneo de Clausura, lo que le dio la opción de jugar otra final, en esta ocasión ante el equipo de Deportivo Cartagena, ganador del Apertura, los heredianos obtuvieron su segundo título en el Estadio Eladio Rosabal Cordero, ganaron 3 a 2 y en el Polideportivo de Cartagena cayeron 1 a 0. La serie se definió por la vía de penales a favor de los visitantes. En la temporada 2005-2006 regresó a la segunda división, después de haber tenido una deplorable participación en la Primera División de Costa Rica. En este tiempo el club empezó a ver como decaía su nivel tanto deportivo como económico llevando al club a lugares pocos privilegiados en su liga, pero un empresario costarricense, el señor Mainor Vargas dio una fuerte inyección económica al club, remodelando el Polideportivo de Belén junto a la municipalidad de dicho cantón además de la compra de muchos jugadores y le cambió el nombre de Asociación Deportiva Belén a Club Deportivo Belén Siglo XXI. Pero a mediados del año 2010 el señor Mainor Vargas fue arrestado en los Estados Unidos siendo acusado por lavado de dinero con seguros falsos, provocando la quiebra del club lo que estuvo a punto de hacerlo perder la categoría.
Finalmente, en la temporada 2010-2011 tras una brillante campaña en la Segunda División; alcanzando el Subcampeonato y el primer lugar en la tabla general y el campeonato de Clausura, Belén juega por tercera vez una final por el ascenso donde vuelve a enfrentar a su rival de hace 5 años, el Deportivo Cartagena, con el cual empató en casa y le ganó en su visita a Cartagena, en el cantón de Santa Cruz para así acumular su tercer título de Segunda División y participar en la Primera División de Costa Rica donde disputó el Campeonato de Verano 2011.

### Escorpiones de Belén
Para la temporada 2021-2022, el cantón de Belén, bajo el nombre de Escorpiones, reaparece en la Segunda División del fútbol costarricense, tras la compra de la franquicia de Cartagena, que estaba jugando bajo el nombre de San Ramón en la Liga de Ascenso desde el 2016.

### Temporada 2022-2023
En mayo de 2023 alcanza la Final del Clausura 2023, después de concluir en el segundo lugar del Grupo B con 29 puntos, solamente por detrás del Municipal Santa Ana, en la fase de cuartos de final elimina a la A.D. Carmelita con un global de 5 a 4, tras perder la ida con un marcador de 0 a 2 y ganar en la vuelta 5 a 2. En semifinales eliminan a Limón Black Star con un global de 2 a 1, con un marcador en la ida de 2 a 0 y perder la vuelta 0 a 1. Disputó la Final contra el Municipal Liberia donde termina perdiendo la Final con un global de 2 a 1. Tras ganar la ida con un marcador de 1 a 0 en Belén, y perder la vuelta con un 0 a 2 en Liberia.

## Datos del club
- Temporadas en 1.ªdivisión: -
- Temporadas en 2.ªdivisión: 3
- Temporadas en 3.ªdivisión: -
- Mayor goleada conseguida:
  - En campeonatos internacionales: No ha participado
- Mayor goleada encajada:
- En campeonatos internacionales:
- Mejor puesto en la liga:
- Máximo goleador:
- Primer anotador en Primera División:
- Jugador con más partidos:

## Entrenadores
Se muestra un listado de directores técnicos que han dirigido al equipo.
| - Andrés Arias (2021-2025) |

## Palmarés

### Títulos nacionales
- Subcampeón Nacional de Segunda División B de Ascenso por COFA Heredia (1): 1980
- (Segunda División de ANAFA) (1): 1987

| Competiciones nacionales             | Títulos | Subcampeonatos |
| ------------------------------------ | ------- | -------------- |
| Segunda División de Costa Rica (0/1) |         | CL-2023        |